# Dubbelconcert voor viool en altviool
Het Dubbelconcert voor viool, altviool en orkest is een compositie van de Amerikaan Jonathan Leshnoff.

## Geschiedenis
Leshnoff kreeg het verzoek van violiste Victoria Chiang voor een nieuw concerto, nadat zijn Vioolconcert was uitgevoerd. Leshnoff schreef voornamelijk werken met “klassieke” titels en had nog geen dubbelconcerto op zijn naam staan. Vooral de extra stem in dit concerto trok hem aan, de altijd wat klagerige altviool. Het werk was voltooid in het najaar van 2007. De opdracht van dit werk kwam deels van IRIS Orchestra, een orkest waarvoor Leshnoff meerdere stukken heeft geschreven. Ook het Duluth Superior Symphony, het Curtis Institute en de National Gallery of Art Orchestra betaalden mee aan dit werk. Die gedeeltelijke sponsoring zorgde er wel voor dat het werk tot 2012 al zeven keer te horen is geweest: Germantown (Tennessee) (29 maart 2008), Duluth (Minnesota) (3 mei 2008), Philadelphia (Pennsylvania) (Curtis, 5 en 6 december 2008), Columbus (Ohio) (Columbus Symphony, 26 en 17 april 2010) en Washington D.C. (National Gallery, 13 november 2011).

## Muziek
Het dubbelconcert kent vier delen:
1. Langzaam
2. Scherzo
3. Mysterieus
4. Finale

Het thema van de viool is al in de eerste maten te horen, die van de altviool volgt. Gedurende het gehele werk “strijden” de solisten met elkaar om weer gezamenlijk te eindigen

## Discografie
- Uitgave Naxos: Charles Wetherbee (viool), Roberto Díaz (altviool), IRIS Orchestra o.l.v. Michael Stern